# Modrý coonhound
Modrý coonhound, neboli modrý mývalí pes (anglicky: Bluetick coonhound), je lovecké psí plemeno původem ze Spojených států amerických, konkrétně z Louisiany. Je to vzácné psí plemeno, v Evropě je téměř nemožné jej najít (s výjimkou Velké Británie).

## Historie

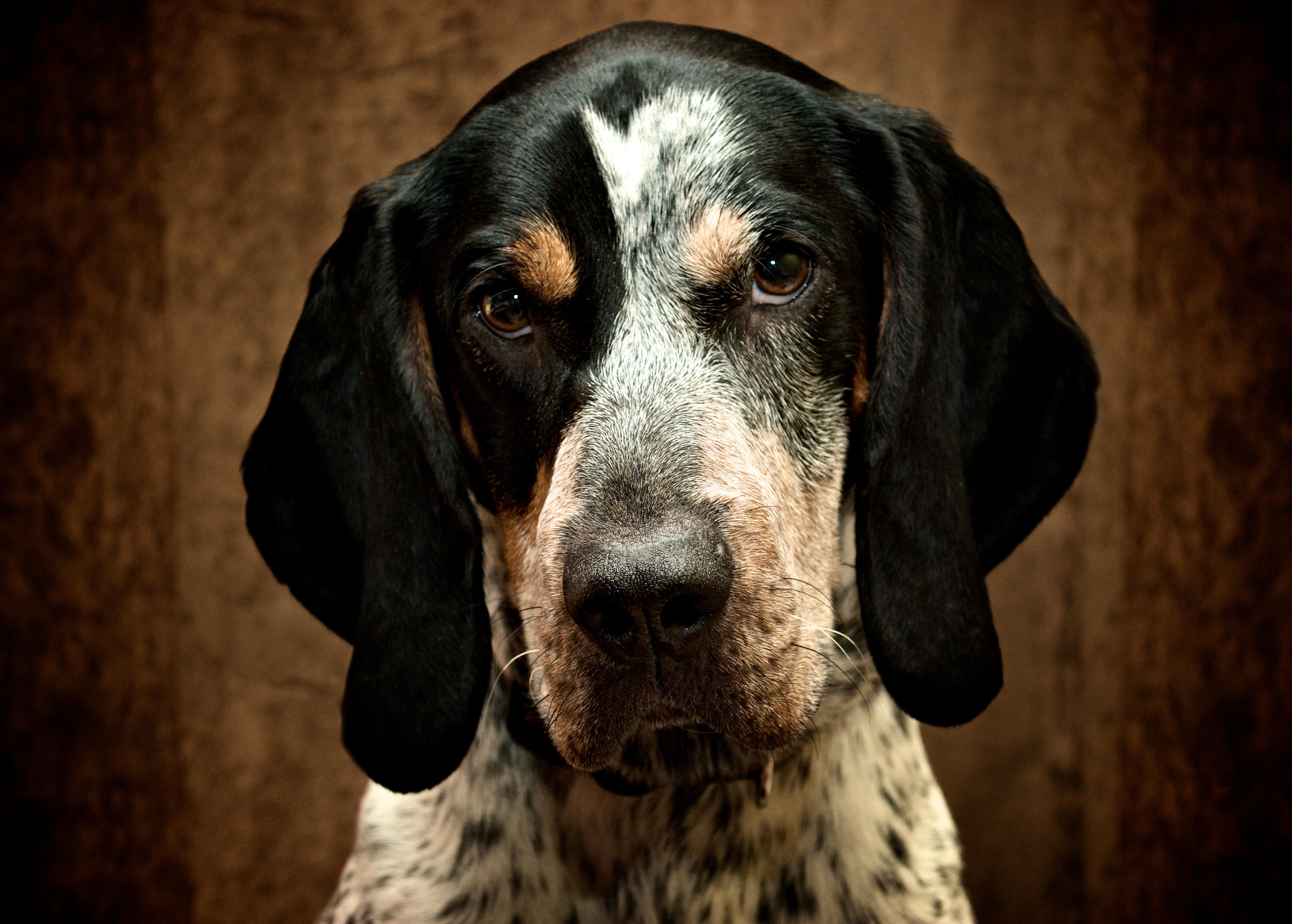
Hlava modrého coonhounda s ideálním pálením

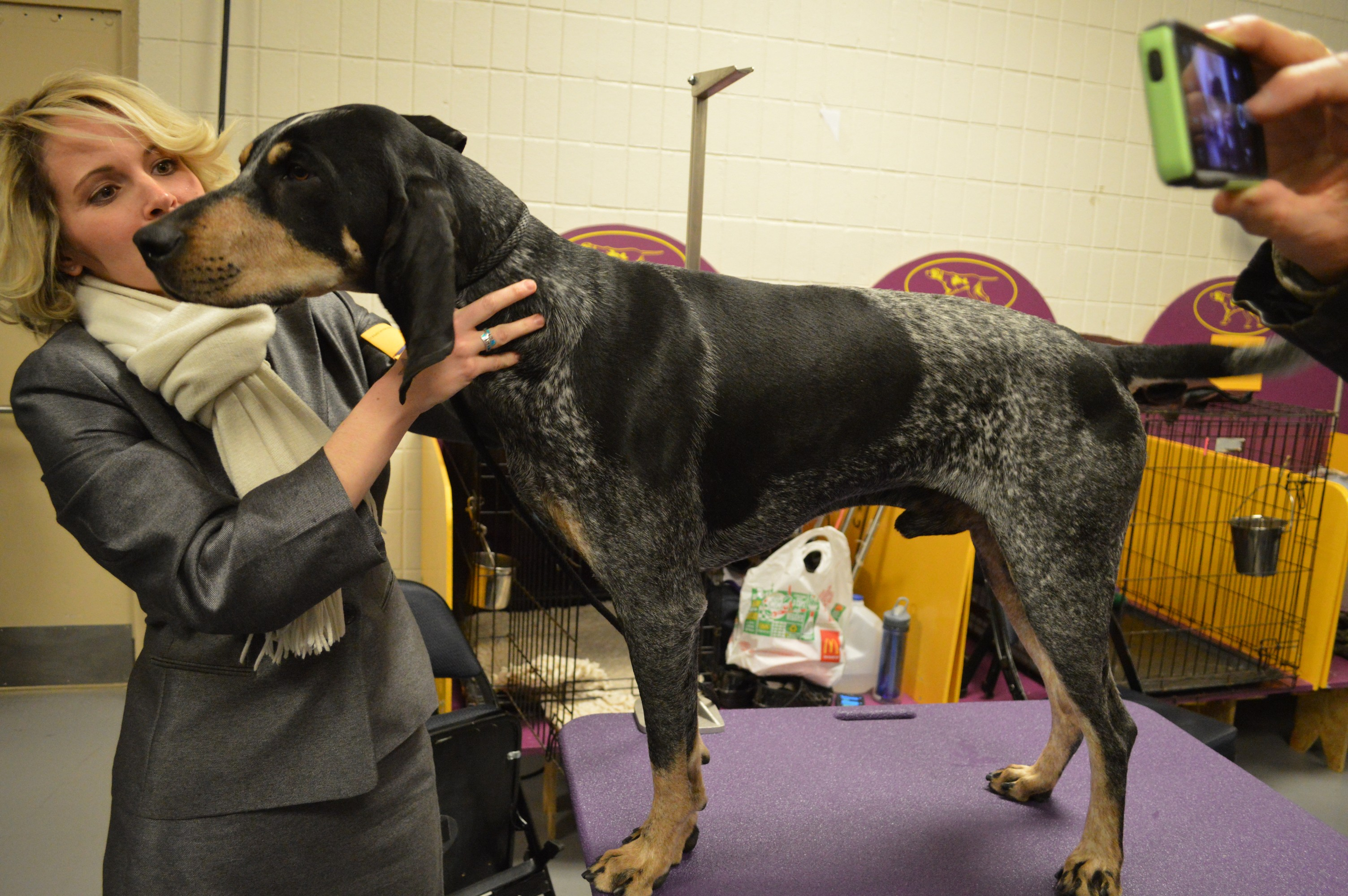
Výstavní jedinec

Modrý coonhound vznikl v Louisianě, kde byl vyšlechtěn z amerických foxhoundů, anglických foxhoundů, místních kříženců a francouzských loveckých psů, jako jsou například porcelaine nebo gaskoňský honič. Původně byl modrý coonhound registrován United Kennel Clubem (UKC) jako anglický foxhound a coonhound, a po dlouhou dobu byl považován právě za variantu anglického foxhounda, než se roku 1946 stal modrý coonhound samostatným plemenem. Tyto psy oficiálně uznává i New Zealand Kennel Club (NZKC) a Australian National Kennel Council (ANKC), od dubna 2009 pak i American Kennel Club (AKC), i když se modří coonhoundi mohli zastřešovaných loveckých zkoušek účastnit až od prosince toho roku. Alternativou modrého coonhounda je i American Blue Gascons (bez českého překladu), ten je těžší a mohutnější, čímž se liší i stylem jeho práce; na rozdíl od hravého a mrštěného modrého coonhound se tato varianta pohybuje pomalu, rozvážně a klidně. Někdy bývá nazývána i jako původní nebo stará varianta modrého coonhounda.

## Povaha
Modří coonhoundi jsou povahou typičtí lovečtí psi. Jsou aktivní, vytrvalí a potřebují být neustále zaměstnaní, nejlépe právě stopováním a lovem, sekundárně i obediencí a agility. Co se týká jejich vztahu ke kočkám či jiným menším domácím zvířatům, pak není příliš dobrý, jelikož jejich lovecký pud neustále pracuje a utíkající kočka nebo slepice je ideální lovná zvěř. Modrý coonhound je velmi inteligentní plemeno, které je schopné i samo pracovat, bez navádění majitele.
Poměrně lehko se učí a cvičí, právě výcvikem se také nejlépe posiluje vztah pána a psa. Nutností je i socializace, při které se štěně seznámí s jinými zvířaty, psy nebo dopravními prostředky. Nevýhodou těchto psů je, že jsou hlasití a v městském prostředí to nemusí být nejlepší. Již při jejich šlechtění byl cílem pes, který loví ve skupině, nikoliv sám, což se udrželo až do současné doby, takže modrý coonhound loví zásadně jen ve skupině tři a více jedinců. V terénu se jedná o obecně dobře manipulovatelné psy, mnohem lépe manipulovatelnější, než jsou jiní mývalí psi, například black and tan coonhound.
V domácím prostředí jsou modří mývalí psi vynikajícími společníky pro děti; jsou přátelští, naprosto klidní a dětské hry si nechávají líbit. Je nutné ale mít na paměti, že jejich čich neustále pracuje a je vhodné před nimi dobře schovávat odpadky nebo jídlo.

## Modrý coonhound v kultuře
Obecně nejsou modří coonhoundi příliš známí, avšak tito a redboneovi coonhoundi se vyskytují v knize Kde roste červené kapradí od Wilsona Rawlse. Modrý coonhound jménem Tet vystupoval i v americké televizní show Airwolf (1980). Dále také Smokey, maskot Univerzity v Tennessee, je modrý coonhound. A další pes, tentokrát fena, tohoto plemene vystupuje v klipu písně Ol 'Red od Blakea Sheltona.